# Loeb Classical Library

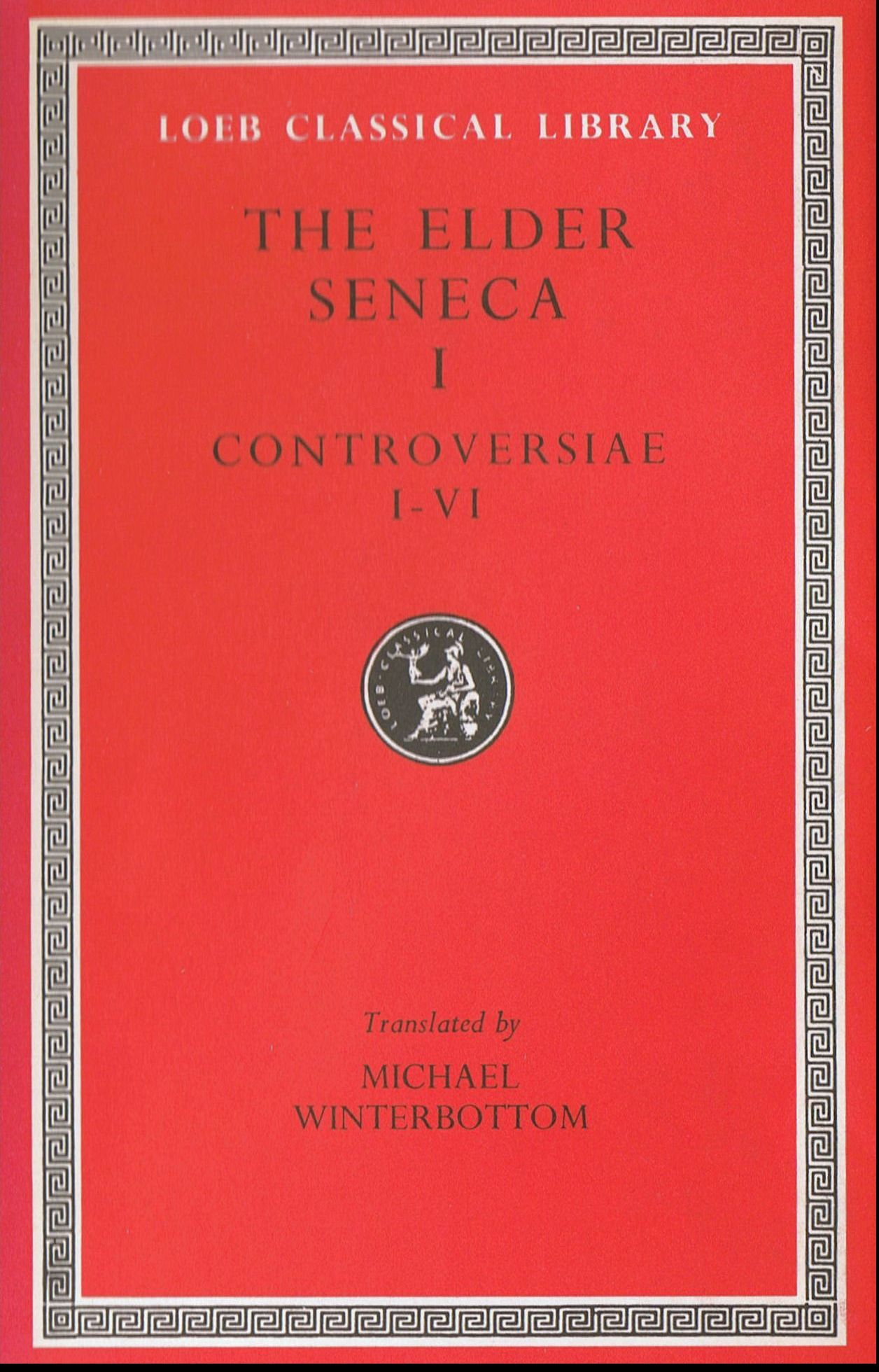
Un volume rosso della serie latina

La Loeb Classical Library è una collana editoriale di classici greci e latini, pubblicata dalla Harvard University Press. La direzione dal 1999 è di Jeffrey Henderson, docente di lingua e letteratura greca alla Boston University.

## Storia
Concepita e lanciata da James Loeb (1867–1933), banchiere e filantropo, la collana si aprì nel 1911, all'inizio sotto la direzione di T.E. Page, W.H.D. Rouse ed Edward Capps, presso l'editore William Heinemann.
Prima della prima guerra mondiale uscirono 54 volumi. In seguito la collana si assestò intorno ai 10 titoli all'anno. Dal 1939 al 1945, nonostante la guerra uscirono 38 volumi (anche se nell'anno 1944, per la prima volta dalla fondazione, non uscì neanche un titolo). Benché i depositi fossero stati bombardati, circa una metà dei 369 titoli fino ad allora pubblicati vennero messi in salvo.
Dopo una crisi negli anni cinquanta, che si protrasse per molti anni, venne riorganizzato un rilancio nel 1973.

## Struttura
Con il colore della copertina fin dall'inizio verde per i testi greci e rosso per i latini, ha poi via via sostituito i titoli con volumi corretti e aggiornati in varie edizioni successive. L'impianto editoriale è invece rimasto lo stesso: apparato critico minimo, massima cura filologica, testo originale e traduzione inglese. Il formato è 111 mm per 168 mm.
La Harvard University gestisce la serie dal 1989, con un ritmo di quattro o cinque volumi all'anno, tra nuovi e riedizioni.
Nel 2001 la Harvard University Press ha iniziato una seconda serie di libri con lo stesso formato e di colore blu, la Tatti Renaissance Library, che presenta testi latini del Rinascimento con traduzione inglese. Nel 2010 una terza serie, la Dumbarton Oaks Medieval Library, di colore marrone, presenta testi della cultura medievale, in greco bizantino, latino medievale e antico inglese.
Il logo rappresenta Atena, dea della saggezza, seduta su un trono con accanto uno scudo su cui sono incise le tre lettere LCL (per Loeb Classical Library), e con sulla mano destra la figura di Nike, che simboleggia la vittoria. L'immagine viene da una moneta trovata a Lampsaco e usata dal 297 al 282 a.C.

## Libri pubblicati
G indica un'opera in greco, L in latino.
- 1. Apollonio Rodio, Argonautica. G. pp. 544. 2009. ISBN 9780674996304
- 2. Appiano di Alessandria, Roman History, vol. I. Books 1-8.1. G. pp. 672. 1912. ISBN 9780674990029
- 3. Appiano di Alessandria, Roman History, vol. II. Books 8.2-12. G. pp. 496. 1912. ISBN 9780674990043
- 4. Appiano di Alessandria, Roman History, vol. III. The Civil Wars, Books 1-3.26. G. pp. 576. 1913. ISBN 9780674990050
- 5. Appiano di Alessandria, Roman History, vol. IV. The Civil Wars, Books 3.27-5. G. pp. 688. 1913. ISBN 9780674990067
- 6. Catullus. Tibullus.[1] Pervigilium Veneris. L. pp. 400. 1913. ISBN 9780674990074
- 7. Cicerone, Letters to Atticus, vol. I. L. pp. 352. 1999. ISBN 9780674995710
- 8. Cicerone, Letters to Atticus, vol. II. L. pp. 352. 1999. ISBN 9780674995727
- 9. Euripide, Suppliant Women. Electra. Heracles. G. pp. 464. 1998. ISBN 9780674995666
- 10. Euripide, Trojan Women. Iphigenia among the Taurians. Ion. G. pp. 528. 1999. ISBN 9780674995741
- 11. Euripide, Helen. Phoenician Women. Orestes. G. pp. 624. 2002. ISBN 9780674996007
- 12. Euripide, Cyclops. Alcestis. Medea. G. pp. 432. 1994. ISBN 9780674995604
- 13. Flavio Claudio Giuliano, Orations 1-5. G. pp. 528. 1913. ISBN 9780674990142
- 14. Luciano di Samosata, Phalaris. Hippias or The Bath. Dionysus. Heracles. Amber or The Swans. The Fly. Nigrinus. Demonax. The Hall. My Native Land. Octogenarians. A True Story. Slander. The Consonants at Law. The Carousal (Symposium) or The Lapiths. G. pp. 496. 1913. ISBN 9780674990159
- 15. Petronio, Satyricon. Seneca, Apocolocyntosis. L. pp. 544. 1913. ISBN 9780674990166
- 16. Lucio Flavio Filostrato, Apollonius of Tyana, vol. I. Life of Apollonius of Tyana, Books 1-4. G. pp. 432. 2005. ISBN 9780674996137
- 17. Lucio Flavio Filostrato, Apollonius of Tyana, vol. II. Life of Apollonius of Tyana, Books 5-8. G. pp. 448. 2005. ISBN 9780674996144
- 18. Properzio, Elegies. L. pp. 464. 1990. ISBN 9780674990203
- 19. Quinto Smirneo, Posthomerica. G. pp. 768. 2018. ISBN 9780674997165
- 20. Sofocle, Ajax. Electra. Oedipus Tyrannus. G. pp. 496. 1994. ISBN 9780674995574
- 21. Sofocle, Antigone. The Women of Trachis. Philoctetes. Oedipus at Colonus. G. pp. 608. 1994. ISBN 9780674995581
- 22. Terenzio, The Woman of Andros. The Self-Tormentor. The Eunuch. L. pp. 464. 2001. ISBN 9780674995970
- 23. Terenzio, Phormio. The Mother-in-Law. The Brothers. L. pp. 384. 2001. ISBN 9780674995987
- 24. Bart D. Ehrman (a cura di), The Apostolic Fathers, vol. I: I Clement. II Clement. Ignatius. Polycarp. Didache. G. pp. 464. 2003. ISBN 9780674996076
- 25. Bart D. Ehrman (a cura di), The Apostolic Fathers, vol. II: Epistle of Barnabas. Papias and Quadratus. Epistle to Diognetus. The Shepherd of Hermas. G. pp. 496. 2003. ISBN 9780674996083
- 26. Agostino d'Ippona, Confessions, vol. I. Books 1-8. L. pp. 480. 1912. ISBN 9780674990296
- 27. Agostino d'Ippona, Confessions, vol. II. Books 9-13. L. pp. 496. 1912. ISBN 9780674990302
- 28. J. M. Edmonds (a cura di), Greek Bucolic Poets. Theocritus. Bion. Moschus. G. pp. 560. 1912. ISBN 9780674990319
- 29. Flavio Claudio Giuliano, Orations 6-8. Letters to Themistius, To the Senate and People of Athens, To a Priest. The Caesars. Misopogon. G. pp. 528. 1913. ISBN 9780674990326
- 30. Cicerone, On Duties. L. pp. 448. 1913. ISBN 9780674990333
- 31. Svetonio, Lives of the Caesars, vol. I. Julius. Augustus. Tiberius. Gaius. Caligula. L. pp. 528. 1914. ISBN 9780674995703
- 32. Cassio Dione, Roman History, vol. I. Books 1-11. G. pp. 480. 1914. ISBN 9780674990364
- 33. Orazio, Odes and Epodes. L. pp. 368. 2004. ISBN 9780674996090
- 34. Giovanni Damasceno, Barlaam and Ioasaph. G. pp. 688. 1914. ISBN 9780674990388
- 35. Tacito, Agricola. Germania. Dialogue on Oratory. L. pp. 384. 1914. ISBN 9780674990395
- 36. Platone, Euthyphro. Apology. Crito. Phaedo. Phaedrus. G. pp. 574. 2017. ISBN 9780674996878
- 37. Cassio Dione, Roman History, vol. II. Books 12-35. G. pp. 528. 1914. ISBN 9780674990418
- 38. Svetonio, Lives of the Caesars, vol. II. Claudius. Nero. Galba, Otho, and Vitellius. Vespasian. Titus, Domitian. Lives of Illustrious Men: Grammarians and Rhetoricians. Poets (Terence. Virgil. Horace. Tibullus. Persius. Lucan). Lives of Pliny the Elder and Passienus Crispus. L. pp. 576. 1914. ISBN 9780674995659
- 39. Giulio Cesare, Civil Wars. L. pp. 400. 1914. ISBN 9780674990432
- 40. Cicerone, On Ends. L. pp. 544. 1914. ISBN 9780674990449
- 41. Ovidio, Heroides. Amores. L. pp. 544. 1914. ISBN 9780674990456
- 42. Ovidio, Metamorphoses, vol. I. Books 1-8. L. pp. 496. 1916. ISBN 9780674990463
- 43. Ovidio, Metamorphoses, vol. II. Books 9-15. L. pp. 512. 1916. ISBN 9780674990470
- 44. Apuleio, Metamorphoses (The Golden Ass), vol. I. Books 1-6. L. pp. 336. 1996. ISBN 9780674990494
- 45. Achille Tazio, Leucippe and Clitophon. G. pp. 480. 1969. ISBN 9780674990500
- 46. Plutarco, Lives, vol. I. Theseus and Romulus. Lycurgus and Numa. Solon and Publicola. G. pp. 608. 1914. ISBN 9780674990524
- 47. Plutarco, Lives, vol. II. Themistocles and Camillus. Aristides and Cato Major. Cimon and Lucullus. G. pp. 640. 1914. ISBN 9780674990531
- 48. Procopio di Cesarea, History of the Wars, vol. I. Books 1-2. (Persian War) . G. pp. 608. 1914. ISBN 9780674990548
- 49. Strabone, Geography, vol. I. Books 1-2. G. pp. 576. 1917. ISBN 9780674990555
- 50. Strabone, Geography, vol. II. Books 3-5. G. pp. 496. 1923. ISBN 9780674990562
- 51. Senofonte, Cyropaedia, vol. I. Books 1-4. G. pp. 416. 1914. ISBN 9780674990579
- 52. Senofonte, Cyropaedia, vol. II. Books 5-8. G. pp. 496. 1914. ISBN 9780674990586
- 53. Cassio Dione, Roman History, vol. III. Books 36-40. G. pp. 528. 1914. ISBN 9780674990593
- 54. Luciano di Samosata, The Downward Journey or The Tyrant. Zeus Catechized. Zeus Rants. The Dream or The Cock. Prometheus. Icaromenippus or The Sky-man. Timon or The Misanthrope. Charon or The Inspectors. Philosophies for Sale. G. pp. 528. 1915. ISBN 9780674990609
- 55. Plinio il Giovane, Letters, vol. I: Books 1-7. L. pp. 608. 1969. ISBN 9780674990616
- 56. Pindaro, Olympian Odes. Pythian Odes. G. pp. 416. 1997. ISBN 9780674995642
- 57. Esiodo, Theogony. Works and Days. Testimonia. G. pp. 408. 2018. ISBN 9780674997202
- 58. Marcus Aurelius.[2] G. pp. 448. 1916. ISBN 9780674990647
- 59. Plinio il Giovane, Letters, vol. II: Books 8-10. Panegyricus. L. pp. 592. 1969. ISBN 9780674990661
- 60. Plauto, Amphitryon. The Comedy of Asses. The Pot of Gold. The Two Bacchises. The Captives. L. pp. 768. 2011. ISBN 9780674996533
- 61. Plauto, Casina. The Casket Comedy. Curculio. Epidicus. The Two Menaechmuses. L. pp. 576. 2011. ISBN 9780674996786
- 62. Seneca, Tragedies, vol. I. Hercules. Trojan Women. Phoenician Women. Medea. Phaedra. L. pp. 576. 2018. ISBN 9780674997172
- 63. Virgilio, Eclogues. Georgics. Aeneid: Books 1-6. L. pp. 608. 1916. ISBN 9780674995833
- 64. Virgilio, Aeneid: Books 7-12. Appendix Vergiliana. L. pp. 608. 1918. ISBN 9780674995864
- 65. Plutarco, Lives, vol. III. Pericles and Fabius Maximus. Nicias and Crassus. G. pp. 464. 1916. ISBN 9780674990722
- 66. Cassio Dione, Roman History, vol. IV. Books 41-45. G. pp. 512. 1916. ISBN 9780674990739
- 67. W. R. Paton (a cura di), Greek Anthology, vol. I: Book 1: Christian Epigrams. Book 2: Christodorus of Thebes in Egypt. Book 3: The Cyzicene Epigrams. Book 4: The Proems of the Different Anthologies. Book 5: The Amatory Epigrams. Book 6: The Dedicatory Epigrams. G. pp. 512. 1916. ISBN 9780674990746
- 68. W. R. Paton (a cura di), Greek Anthology, vol. II: Book 7: Sepulchral Epigrams. Book 8: The Epigrams of St. Gregory the Theologian. G. pp. 528. 1917. ISBN 9780674990753
- 69. Longo Sofista, Daphnis and Chloe. Senofonte Efesio, Anthia and Habrocomes. G. pp. 384. 2009. ISBN 9780674996335
- 70. Teofrasto, Enquiry into Plants, vol. I: Books 1-5. G. pp. 512. 1916. ISBN 9780674990777
- 71. Galeno, On the Natural Faculties. G. pp. 400. 1916. ISBN 9780674990784
- 72. Giulio Cesare, The Gallic War. L. pp. 656. 1917. ISBN 9780674990807
- 73. Aristotele, Nicomachean Ethics. G. pp. 688. 1926. ISBN 9780674990814
- 74. Severino Boezio, Theological Tractates. The Consolation of Philosophy. L. pp. 464. 1973. ISBN 9780674990838
- 75. Seneca, Epistles, vol. I. Epistles 1-65. L. pp. 496. 1917. ISBN 9780674990845
- 76. Seneca, Epistles, vol. II. Epistles 66-92. L. pp. 496. 1920. ISBN 9780674990852
- 77. Seneca, Epistles, vol. III. Epistles 93-124. L. pp. 480. 1925. ISBN 9780674990869
- 78. Seneca, Tragedies, vol. II. Oedipus. Agamemnon. Thyestes. Hercules on Oeta. Octavia. L. pp. 672. 2018. ISBN 9780674997189
- 79. Teofrasto, Enquiry into Plants, vol. II: Books 6-9. On Odours. Weather Signs. G. pp. 512. 1916. ISBN 9780674990883
- 80. Plutarco, Lives, vol. IV. Alcibiades and Coriolanus. Lysander and Sulla. G. pp. 480. 1916. ISBN 9780674990890
- 81. Procopio di Cesarea, History of the Wars, vol. II. Books 3-4. (Vandalic War). G. pp. 496. 1916. ISBN 9780674990906
- 82. Cassio Dione, Roman History, vol. V. Books 46-50. G. pp. 544. 1917. ISBN 9780674990913
- 83. Cassio Dione, Roman History, vol. VI. Books 51-55. G. pp. 512. 1917. ISBN 9780674990920
- 84. W. R. Paton (a cura di), Greek Anthology, vol. III: Book 9: The Declamatory Epigrams. G. pp. 464. 1917. ISBN 9780674990937
- 85. W. R. Paton (a cura di), Greek Anthology, vol. IV: Book 10: The Hortatory and Admonitory Epigrams. Book 11: The Convivial and Satirical Epigrams. Book 12: Strato's Musa Puerilis. G. pp. 432. 1918. ISBN 9780674990944
- 86. W. R. Paton (a cura di), Greek Anthology, vol. V: Book 13: Epigrams in Various Metres. Book 14: Arithmetical Problems, Riddles, Oracles. Book 15: Miscellanea. Book 16: Epigrams of the Planudean Anthology not in the Palatine Manuscript. G. pp. 416. 1918. ISBN 9780674990951
- 87. Plutarco, Lives, vol. V. Agesilaus and Pompey. Pelopidas and Marcellus. G. pp. 560. 1917. ISBN 9780674990975
- 88. Senofonte, Hellenica, vol. I. Books 1-4. G. pp. 400. 1918. ISBN 9780674990982
- 89. Senofonte, Hellenica, vol. II. Books 5-7. G. pp. 368. 1921. ISBN 9780674990999
- 90. Senofonte, Anabasis. G. pp. 672. 1998. ISBN 9780674991019
- 91. Juvenal and Persius.[3] L. pp. 560. 2004. ISBN 9780674996120
- 92. Clemente Alessandrino, The Exhortation to the Greeks. The Rich Man's Salvation. To the Newly Baptized. G. pp. 432. 1919. ISBN 9780674991033
- 93. Pausania il Periegeta, Description of Greece, vol. I. Books 1-2 (Attica and Corinth). G. pp. 496. 1918. ISBN 9780674991040
- 94. Marziale, Epigrams, vol. I. Spectacles, Books 1-5. L. pp. 416. 1993. ISBN 9780674995550
- 95. Marziale, Epigrams, vol. II. Books 6-10. L. pp. 416. 1993. ISBN 9780674995567
- 96. Ausonio, vol. I: Books 1-17. L. pp. 448. 1919. ISBN 9780674991071
- 97. Cicerone, Letters to Atticus, vol. III. L. pp. 352. 1999. ISBN 9780674995734
- 98. Plutarco, Lives, vol. VI. Dion and Brutus. Timoleon and Aemilius Paulus. G. pp. 496. 1918. ISBN 9780674991095
- 99. Plutarco, Lives, vol. VII. Demosthenes and Cicero, Alexander and Julius Caesar. G. pp. 640. 1919. ISBN 9780674991101
- 100. Plutarco, Lives, vol. VIII. Sertorius and Eumenes. Phocion and Cato the Younger. G. pp. 432. 1919. ISBN 9780674991118
- 101. Plutarco, Lives, vol. IX. Demetrius and Antony. Pyrrhus and Gaius Marius. G. pp. 640. 1920. ISBN 9780674991125
- 102. Plutarco, Lives, vol. X. Agis and Cleomenes. Tiberius and Gaius Gracchus. Philopoemen and Flamininus. G. pp. 416. 1921. ISBN 9780674991132
- 103. Plutarco, Lives, vol. XI. Aratus. Artaxerxes. Galba. Otho. General Index. G. pp. 512. 1926. ISBN 9780674991149
- 104. Omero, Odyssey, vol. I. Books 1-12. G. pp. 496. 1919. ISBN 9780674995611
- 105. Omero, Odyssey, vol. II. Books 13-24. G. pp. 480. 1919. ISBN 9780674995628
- 106. Eschine, Speeches. G. pp. 560. 1919. ISBN 9780674991187
- 107. Procopio di Cesarea, History of the Wars, vol. III. Books 5-6.15. (Gothic War). G. pp. 464. 1916. ISBN 9780674991194
- 108. Tucidide, History of the Peloponnesian War, vol. I. Books 1-2. G. pp. 496. 1919. ISBN 9780674991200
- 109. Tucidide, History of the Peloponnesian War, vol. II. Books 3-4. G. pp. 464. 1920. ISBN 9780674991217
- 110. Tucidide, History of the Peloponnesian War, vol. III. Books 5-6. G. pp. 400. 1921. ISBN 9780674991224
- 111. Tacito, Histories. Books 1-3. L. pp. 512. 1925. ISBN 9780674991231
- 112. Frontone, Correspondence, vol. I. L. pp. 368. 1919. ISBN 9780674991248
- 113. Frontone, Correspondence, vol. II. L. pp. 384. 1920. ISBN 9780674991255
- 114. Tito Livio, History of Rome, vol. I. Books 1-2. L. pp. 496. 1919. ISBN 9780674991262
- 115. Ausonio, vol. II: Books 18-20. Paolino di Pella, Eucharisticus. L. pp. 384. 1921. ISBN 9780674991279
- 116. Sallustio, War with Catiline. War with Jugurtha. Selections from the Histories. Doubtful Works. L. pp. 560. 1921. ISBN 9780674991286
- 117. Erodoto, The Persian Wars, vol. I. Books 1-2. G. pp. 528. 1920. ISBN 9780674991309
- 118. Erodoto, The Persian Wars, vol. II. Books 3-4. G. pp. 448. 1921. ISBN 9780674991316
- 119. Erodoto, The Persian Wars, vol. III. Books 5-7. G. pp. 592. 1922. ISBN 9780674991330
- 120. Erodoto, The Persian Wars, vol. IV. Books 8-9. G. pp. 432. 1925. ISBN 9780674991347
- 121. Apollodoro, The Library, vol. I. Books 1-3.9. G. pp. 464. 1921. ISBN 9780674991354
- 122. Apollodoro, The Library, vol. II. Book 3.10-end. Epitome. G. pp. 560. 1921. ISBN 9780674991361
- 123. Platone, Theaetetus. Sophist. G. pp. 480. 1921. ISBN 9780674991378
- 124. Quintiliano, The Orator's Education, vol. I: Books 1-2. L. pp. 448. 2002. ISBN 9780674995918
- 125. Quintiliano, The Orator's Education, vol. II: Books 3-5. L. pp. 560. 2002. ISBN 9780674995925
- 126. Quintiliano, The Orator's Education, vol. III: Books 6-8. L. pp. 496. 2002. ISBN 9780674995932
- 127. Quintiliano, The Orator's Education, vol. IV: Books 9-10. L. pp. 416. 2002. ISBN 9780674995949
- 128. Polibio, The Histories, vol. I. Books 1-2. G. pp. 512. 2010. ISBN 9780674996373
- 129. Callimaco, Hymns and Epigrams. Licofrone, Alexandra. Arato di Soli, Phaenomena. G. pp. 496. 1921. ISBN 9780674991439
- 130. Luciano di Samosata, The Dead Come to Life or The Fisherman. The Double Indictment or Trials by Jury. On Sacrifices. The Ignorant Book Collector. The Dream or Lucian's Career. The Parasite. The Lover of Lies. The Judgement of the Goddesses. On Salaried Posts in Great Houses. G. pp. 496. 1921. ISBN 9780674991446
- 131. Epitteto, Discourses, Books 1-2. G. pp. 480. 1925. ISBN 9780674991453
- 132. Menandro, Aspis. Georgos. Dis Exapaton. Dyskolos. Encheiridion. Epitrepontes. G. pp. 592. 1979. ISBN 9780674991477
- 133. Tito Livio, History of Rome, vol. II. Books 3-4. L. pp. 480. 1922. ISBN 9780674991484
- 134. Lucio Flavio Filostrato, Lives of the Sophists. Eunapio, Lives of the Philosophers and Sophists. G. pp. 640. 1921. ISBN 9780674991491
- 135. Claudio Claudiano, Panegyric on Probinus and Olybrius. Against Rufinus 1 and 2. War against Gildo. Against Eutropius 1 and 2. Fescennine Verses on the Marriage of Honorius. Epithalamium of Honorius and Maria. Panegyrics on the Third and Fourth Consulships of Honorius. Panegyric on the Consulship of Manlius. On Stilicho's Consulship 1. L. pp. 432. 1922. ISBN 9780674991507
- 136. Claudio Claudiano, On Stilicho's Consulship 2-3. Panegyric on the Sixth Consulship of Honorius. The Gothic War. Shorter Poems. Rape of Proserpina. L. pp. 432. 1922. ISBN 9780674991514
- 137. Polibio, The Histories, vol. II. Books 3-4. G. pp. 576. 2010. ISBN 9780674996380
- 138. Polibio, The Histories, vol. III. Books 5-8. G. pp. 624. 2011. ISBN 9780674996588
- 139. David Magie (a cura di), Historia Augusta, vol. I: Hadrian. Aelius. Antoninus Pius. Marcus Aurelius. L. Verus. Avidius Cassius. Commodus. Pertinax. Didius Julianus. Septimius Severus. Pescennius Niger. Clodius Albinus. L. pp. 544. 1921. ISBN 9780674991545
- 140. David Magie (a cura di), Historia Augusta, vol. II: Caracalla. Geta. Opellius Macrinus. Diadumenianus. Elagabalus. Severus Alexander. The Two Maximini. The Three Gordians. Maximus and Balbinus. L. pp. 528. 1924. ISBN 9780674991552
- 141. Cicerone, Tusculan Disputations. L. pp. 624. 1927. ISBN 9780674991569
- 142. David A. Campbell (a cura di), Greek Lyric, vol. I: Sappho and Alcaeus. G. pp. 512. 1982. ISBN 9780674991576
- 143. David A. Campbell (a cura di), Greek Lyric, vol. II: Anacreon, Anacreontea, Choral Lyric from Olympus to Alcman. G. pp. 560. 1988. ISBN 9780674991583
- 144. David A. Campbell (a cura di), Greek Lyric, vol. V: The New School of Poetry and Anonymous Songs and Hymns. G. pp. 496. 1993. ISBN 9780674995598
- 145. Eschilo, Persians. Seven against Thebes. Suppliants. Prometheus Bound. G. pp. 624. 2009. ISBN 9780674996274
- 146. Eschilo, Oresteia: Agamemnon. Libation-Bearers. Eumenides. G. pp. 544. 2009. ISBN 9780674996281
- 147. Ippocrate, Ancient Medicine. Airs, Waters, Places. Epidemics 1 and 3. The Oath. Precepts. Nutriment. G. pp. 432. 1923. ISBN 9780674991620
- 148. Ippocrate, Prognostic. Regimen in Acute Diseases. The Sacred Disease. The Art. Breaths. Law. Decorum. Physician (ch. 1). Dentition. G. pp. 416. 1923. ISBN 9780674991644
- 149. Ippocrate, On Wounds in the Head. In the Surgery. On Fractures. On Joints. Mochlicon. G. pp. 496. 1928. ISBN 9780674991651
- 150. Ippocrate, Nature of Man. Regimen in Health. Humours. Aphorisms. Regimen 1-3. Dreams. Eraclito, On the Universe. G. pp. 592. 1931. ISBN 9780674991668
- 151. Ovidio, Tristia. Ex Ponto. L. pp. 560. 1924. ISBN 9780674991675
- 152. Velleio Patercolo, Compendium of Roman History. Augusto, Res gestae divi Augusti. L. pp. 464. 1924. ISBN 9780674991682
- 153. Eusebio di Cesarea, Ecclesiastical History, vol. I. Books 1-5. G. pp. 592. 1926. ISBN 9780674991699
- 154. Cicerone, On Old Age. On Friendship. On Divination. L. pp. 576. 1923. ISBN 9780674991705
- 155. Demostene, Orations, vol. II. Orations 18-19: De Corona, De Falsa Legatione. G. pp. 496. 1926. ISBN 9780674991712
- 156. Aeneas Tacticus, Asclepiodotus, and Onasander. G. pp. 544. 1923. ISBN 9780674991729
- 157. Flavio Claudio Giuliano, Letters. Epigrams. Against the Galilaeans. Fragments. G. pp. 528. 1923. ISBN 9780674991736
- 158. Cicerone, Pro Archia. Post reditum in Senatu. Post reditum ad Quirites. De domo sua. De haruspicum responsis. Pro Plancio. L. pp. 560. 1923. ISBN 9780674991743
- 159. Polibio, The Histories, vol. IV. Books 9-15. G. pp. 640. 2011. ISBN 9780674996595
- 160. Polibio, The Histories, vol. V. Books 16-27. G. pp. 624. 2012. ISBN 9780674996601
- 161. Polibio, The Histories, vol. VI. Books 28-39. Fragments. G. pp. 640. 2012. ISBN 9780674996618
- 162. Luciano di Samosata, Anacharsis or Athletics. Menippus or The Descent into Hades. On Funerals. A Professor of Public Speaking. Alexander the False Prophet. Essays in Portraiture. Essays in Portraiture Defended. The Goddesse of Surrye. G. pp. 432. 1925. ISBN 9780674991798
- 163. Plauto, The Merchant. The Braggart Soldier. The Ghost. The Persian. L. pp. 592. 2011. ISBN 9780674996823
- 164. Platone, Statesman. Philebus. Ion. G. pp. 480. 1925. ISBN 9780674991828
- 165. Platone, Laches. Protagoras. Meno. Euthydemus. G. pp. 528. 1924. ISBN 9780674991835
- 166. Platone, Lysis. Symposium. Gorgias. G. pp. 560. 1925. ISBN 9780674991842
- 167. Platone, Cratylus. Parmenides. Greater Hippias. Lesser Hippias. G. pp. 496. 1926. ISBN 9780674991859
- 168. Senofonte, Memorabilia. Oeconomicus. Symposium. Apology. G. pp. 704. 1923. ISBN 9780674991866
- 169. Tucidide, History of the Peloponnesian War, vol. IV. Books 7-8. General Index. G. pp. 480. 1923. ISBN 9780674991873
- 170. Omero, Iliad, vol. I. Books 1-12. G. pp. 608. 1924. ISBN 9780674995796
- 171. Omero, Iliad, vol. II. Books 13-24. G. pp. 672. 1925. ISBN 9780674995802
- 172. Tito Livio, History of Rome, vol. III. Books 5-7. L. pp. 544. 1924. ISBN 9780674991903
- 173. Procopio di Cesarea, History of the Wars, vol. IV. Books 6.16-7.35. (Gothic War). G. pp. 496. 1924. ISBN 9780674991910
- 174. Frontino, Stratagems. Aqueducts of Rome. L. pp. 544. 1925. ISBN 9780674991927
- 175. Cassio Dione, Roman History, vol. VII. Books 56-60. G. pp. 464. 1924. ISBN 9780674991934
- 176. Cassio Dione, Roman History, vol. VIII. Books 61-70. G. pp. 496. 1925. ISBN 9780674991958
- 177. Cassio Dione, Roman History, vol. IX. Books 71-80. G. pp. 592. 1927. ISBN 9780674991965
- 178. Aristofane, Acharnians. Knights. G. pp. 416. 1998. ISBN 9780674995673
- 179. Aristofane, Birds. Lysistrata. Women at the Thesmophoria. G. pp. 624. 2000. ISBN 9780674995871
- 180. Aristofane, Frogs. Assemblywomen. Wealth. G. pp. 608. 2002. ISBN 9780674995963
- 181. Lucrezio, On the Nature of Things. L. pp. 672. 1924. ISBN 9780674992009
- 182. Strabone, Geography, vol. III. Books 6-7. G. pp. 416. 1924. ISBN 9780674992016
- 183. Senofonte, Hiero. Agesilaus. Constitution of the Lacedaemonians. Ways and Means. Cavalry Commander. Art of Horsemanship. On Hunting. Constitution of the Athenians. G. pp. 576. 1925. ISBN 9780674992023
- 184. Diogene Laerzio, Lives of Eminent Philosophers, vol. I. Books 1-5. G. pp. 592. 1925. ISBN 9780674992030
- 185. Diogene Laerzio, Lives of Eminent Philosophers, vol. II. Books 6-10. G. pp. 720. 1925. ISBN 9780674992047
- 186. Flavio Giuseppe, The Life. Against Apion. G. pp. 448. 1926. ISBN 9780674992054
- 187. Platone, Laws, vol. I. Books 1-6. G. pp. 528. 1926. ISBN 9780674992061
- 188. Pausania il Periegeta, Description of Greece, vol. II. Books 3-5 (Laconia, Messenia, Elis 1). G. pp. 560. 1926. ISBN 9780674992078
- 189. Cicerone, Philippics 1-6. L. pp. 400. 2010. ISBN 9780674996342
- 190. Basilio Magno, Letters, vol. I: Letters 1-58. G. pp. 432. 1926. ISBN 9780674992092
- 191. Tito Livio, History of Rome, vol. IV. Books 8-10. L. pp. 592. 1926. ISBN 9780674992108
- 192. Platone, Laws, vol. II. Books 7-12. G. pp. 592. 1926. ISBN 9780674992115
- 193. Aristotele, Art of Rhetoric. G. pp. 544. 1926. ISBN 9780674992122
- 194. Orazio, Satires. Epistles. The Art of Poetry. L. pp. 544. 1926. ISBN 9780674992146
- 195. Aulo Gellio, Attic Nights, vol. I. Books 1-5. L. pp. 528. 1927. ISBN 9780674992153
- 196. Strabone, Geography, vol. IV. Books 8-9. G. pp. 480. 1927. ISBN 9780674992160
- 197. Plutarco, Moralia, vol. I. The Education of Children. How the Young Man Should Study Poetry. On Listening to Lectures. How to Tell a Flatterer from a Friend. How a Man May Become Aware of His Progress in Virtue. G. pp. 512. 1927. ISBN 9780674992177
- 198. Cicerone, Pro lege Manilia. Pro Caecina. Pro Cluentio. Pro Rabirio perduellionis reo. L. pp. 512. 1927. ISBN 9780674992184
- 199. Aristotele, Poetics. Pseudo-Longino: On the Sublime. Demetrio Falereo: On Style. G. pp. 544. 1995. ISBN 9780674995635
- 200. Aulo Gellio, Attic Nights, vol. II. Books 6-13. L. pp. 576. 1927. ISBN 9780674992207
- 201. Platone, Charmides. Alcibiades I and II. Hipparchus. The Lovers. Theages. Minos. Epinomis. G. pp. 512. 1927. ISBN 9780674992214
- 202. Isaeus. G. pp. 512. 1927. ISBN 9780674992221
- 203. Flavio Giuseppe, The Jewish War, vol. I. Books 1-2. G. pp. 624. 1927. ISBN 9780674995680
- 204. Ateneo di Naucrati, The Learned Banqueters, vol. I: Books 1-3.106e. G. pp. 624. 2007. ISBN 9780674996205
- 205. Cicerone, Letters to Friends, vol. I. Letters 1-113. L. pp. 512. 2001. ISBN 9780674995888
- 206. Stazio, Silvae. L. pp. 448. 2003. ISBN 9780674996045
- 207. Stazio, Thebaid, vol. I: Thebaid. Books 1-7. L. pp. 480. 2004. ISBN 9780674012080
- 208. Ateneo di Naucrati, The Learned Banqueters, vol. II: Books 3.106e-5. G. pp. 592. 2007. ISBN 9780674996212
- 209. Isocrate, To Demonicus. To Nicocles. Nicocles or the Cyprians. Panegyricus. To Philip. Archidamus. G. pp. 464. 1928. ISBN 9780674992313
- 210. Flavio Giuseppe, The Jewish War, vol. III. Books 5-7. G. pp. 496. 1928. ISBN 9780674995697
- 211. Strabone, Geography, vol. V. Books 10-12. G. pp. 560. 1928. ISBN 9780674992337
- 212. Aulo Gellio, Attic Nights, vol. III. Books 14-20. L. pp. 544. 1927. ISBN 9780674992344
- 213. Cicerone, On the Republic. On the Laws. L. pp. 544. 1928. ISBN 9780674992351
- 214. Seneca, Moral Essays, vol. I. De providentia. De constantia. De ira. De clementia. L. pp. 480. 1928. ISBN 9780674992368
- 215. Basilio Magno, Letters, vol. II: Letters 59-185. G. pp. 496. 1928. ISBN 9780674992375
- 216. Cicerone, Letters to Friends, vol. II. Letters 114-280. L. pp. 496. 2001. ISBN 9780674995895
- 217. Procopio di Cesarea, History of the Wars, vol. V. Books 7.36-8. (Gothic War). G. pp. 448. 1928. ISBN 9780674992399
- 218. Epitteto, Discourses, Books 3-4. Fragments. The Encheiridion. G. pp. 576. 1928. ISBN 9780674992405
- 219. Oppian, Colluthus, and Tryphiodorus.[4] G. pp. 720. 1928. ISBN 9780674992412
- 220. Lucano, The Civil War (Pharsalia). L. pp. 656. 1928. ISBN 9780674992429
- 221. Cicerone, The Verrine Orations, vol. I. Against Caecilius. Against Verres, Part 1; Part 2, Books 1-2. L. pp. 528. 1928. ISBN 9780674992436
- 222. Plutarco, Moralia, vol. II. How to Profit by One's Enemies. On Having Many Friends. Chance. Virtue and Vice. Letter of Condolence to Apollonius. Advice About Keeping Well. Advice to Bride and Groom. The Dinner of the Seven Wise Men. Superstition. G. pp. 528. 1928. ISBN 9780674992450
- 223. Strabone, Geography, vol. VI. Books 13-14. G. pp. 416. 1929. ISBN 9780674992467
- 224. Ateneo di Naucrati, The Learned Banqueters, vol. III: Books 6-7. G. pp. 592. 2008. ISBN 9780674996243
- 225. Teofrasto, Characters. Eroda, Mimes. Sophron and Other Mime Fragments. G. pp. 432. 2003. ISBN 9780674996038
- 226. Filone di Alessandria, On the Creation. Allegorical Interpretation of Genesis 2 and 3. G. pp. 528. 1929. ISBN 9780674992498
- 227. Filone di Alessandria, On the Cherubim. The Sacrifices of Abel and Cain. The Worse Attacks the Better. On the Posterity and Exile of Cain. On the Giants. G. pp. 512. 1929. ISBN 9780674992504
- 228. Aristotele, Physics, vol. I. Books 1-4. G. pp. 528. 1957. ISBN 9780674992511
- 229. Isocrate, On the Peace. Areopagiticus. Against the Sophists. Antidosis. Panathenaicus. G. pp. 560. 1929. ISBN 9780674992528
- 230. Cicerone, Letters to Friends, vol. III. Letters 281-435. L. pp. 496. 2001. ISBN 9780674995901
- 231. Floro, Epitome of Roman History. L. pp. 400. 1929. ISBN 9780674992542
- 232. Ovidio, Art of Love. Cosmetics. Remedies for Love. Ibis. Walnut-tree. Sea Fishing. Consolation. L. pp. 400. 1929. ISBN 9780674992559
- 233. Tito Livio, History of Rome, vol. V. Books 21-22. L. pp. 464. 1929. ISBN 9780674992566
- 234. Platone, Timaeus. Critias. Cleitophon. Menexenus. Epistles. G. pp. 656. 1929. ISBN 9780674992573
- 235. Ateneo di Naucrati, The Learned Banqueters, vol. IV: Books 8-10.420e. G. pp. 512. 2008. ISBN 9780674996267
- 236. Arriano, Anabasis of Alexander, vol. I. Books 1-4. G. pp. 640. 1976. ISBN 9780674992603
- 237. Platone, Republic, vol. I. Books 1-5. G. pp. 656. 2013. ISBN 9780674996502
- 238. Demostene, Orations, vol. I. Orations 1-17 and 20: Olynthiacs 1-3. Philippic 1. On the Peace. Philippic 2. On Halonnesus. On the Chersonese. Philippics 3 and 4. Answer to Philip's Letter. Philip's Letter. On Organization. On the Navy-boards. For the Liberty of the Rhodians. For the People of Megalopolis. On the Treaty with Alexander. Against Leptines. G. pp. 640. 1930. ISBN 9780674992634
- 239. Agostino d'Ippona, Select Letters. L. pp. 592. 1930. ISBN 9780674992641
- 240. Cicerone, Pro Quinctio. Pro Roscio Amerino. Pro Roscio comoedo. On the Agrarian Law. L. pp. 512. 1930. ISBN 9780674992658
- 241. Strabone, Geography, vol. VII. Books 15-16. G. pp. 400. 1930. ISBN 9780674992665
- 242. Flavio Giuseppe, Jewish Antiquities, vol. I. Books 1-3. G. pp. 512. 1930. ISBN 9780674995758
- 243. Basilio Magno, Letters, vol. III: Letters 186-248. G. pp. 512. 1930. ISBN 9780674992689
- 244. Lysias.[5] G. pp. 736. 1930. ISBN 9780674992696
- 245. Plutarco, Moralia, vol. III. Sayings of Kings and Commanders. Sayings of Romans. Sayings of Spartans. The Ancient Customs of the Spartans. Sayings of Spartan Women. Bravery of Women. G. pp. 608. 1931. ISBN 9780674992702
- 246. Beda il Venerabile, Ecclesiastical History, vol. I. Books 1-3. L. pp. 560. 1930. ISBN 9780674992719
- 247. Filone di Alessandria, On the Unchangeableness of God. On Husbandry. Concerning Noah's Work As a Planter. On Drunkenness. On Sobriety. G. pp. 528. 1930. ISBN 9780674992726
- 248. Beda il Venerabile, Ecclesiastical History, vol. II. Books 4-5. Lives of the Abbots. Letter to Egbert. L. pp. 528. 1930. ISBN 9780674992733
- 249. Tacito, Histories: Books 4-5. Annals: Books 1-3. L. pp. 656. 1931. ISBN 9780674992740
- 250. Tertulliano, Apology. De Spectaculis. Marco Minucio Felice: Octavius. L. pp. 480. 1931. ISBN 9780674992764
- 251. Vitruvio, On Architecture, vol. I. Books 1-5. L. pp. 368. 1931. ISBN 9780674992771
- 252. Cicerone, Pro Milone. In Pisonem. Pro Scauro. Pro Fonteio. Pro Rabirio Postumo. Pro Marcello. Pro Ligario. Pro rege Deiotaro. L. pp. 560. 1931. ISBN 9780674992788
- 253. Ovidio, Fasti. L. pp. 496. 1931. ISBN 9780674992795
- 254. Seneca, Moral Essays, vol. II. De Consolatione ad Marciam. De vita beata. De otio. De tranquillitate animi. De brevitate vitae. De Consolatione ad Polybium. De Consolatione ad Helviam. L. pp. 512. 1932. ISBN 9780674992801
- 255. Aristotele, Physics, vol. II. Books 5-8. G. pp. 464. 1934. ISBN 9780674992818
- 256. Filostrato il Vecchio, Imagines. Filostrato il Giovane, Imagines. Callistrato, Descriptions. G. pp. 480. 1931. ISBN 9780674992825
- 257. Dione Crisostomo, Discourses 1-11. G. pp. 592. 1932. ISBN 9780674992832
- 258. Douglas E. Gerber (a cura di), Greek Elegiac Poetry. From the Seventh to the Fifth Centuries BC. G. pp. 512. 1999. ISBN 9780674995826
- 259. Douglas E. Gerber (a cura di), Greek Iambic Poetry. From the Seventh to the Fifth Centuries BC. G. pp. 560. 1999. ISBN 9780674995819
- 260. Plauto, The Little Carthaginian. Pseudolus. The Rope. L. pp. 592. 2012. ISBN 9780674999862
- 261. Filone di Alessandria, On the Confusion of Tongues. On the Migration of Abraham. Who Is the Heir of Divine Things? On Mating with the Preliminary Studies. G. pp. 592. 1932. ISBN 9780674992870
- 262. Sofronio Eusebio Girolamo, Select Letters. L. pp. 528. 1933. ISBN 9780674992887
- 263. David Magie, Historia Augusta, vol. III: The Two Valerians. The Two Gallieni. The Thirty Pretenders. The Deified Claudius. The Deified Aurelian. Tacito, Probus. Firmus, Saturninus, Proculus and Bonosus. Carus, Carinus and Numerian. L. pp. 544. 1932. ISBN 9780674992900
- 264. Aristotele, Politics. G. pp. 720. 1932. ISBN 9780674992917
- 265. Eusebio di Cesarea, Ecclesiastical History, vol. II. Books 6-10. G. pp. 512. 1932. ISBN 9780674992931
- 266. A. S. Hunt (a cura di), Select Papyri, vol. I: Private Documents. G. pp. 480. 1932. ISBN 9780674992948
- 267. Strabone, Geography, vol. VIII. Book 17. General Index. G. pp. 528. 1932. ISBN 9780674992955
- 268. Cicerone, On the Nature of the Gods. Academics. L. pp. 688. 1933. ISBN 9780674992962
- 269. Arriano, Anabasis of Alexander, vol. II. Books 5-7. Indica. G. pp. 608. 1983. ISBN 9780674992979
- 270. Basilio Magno, Letters, vol. IV: Letters 249-368. On Greek Literature. G. pp. 480. 1934. ISBN 9780674992986
- 271. Aristotele, Metaphysics, vol. I. Books 1-9. G. pp. 512. 1933. ISBN 9780674992993
- 272. Pausania il Periegeta, Description of Greece, vol. III. Books 6-8. 21 (Elis 2, Achaia, Arcadia). G. pp. 448. 1933. ISBN 9780674993006
- 273. Sesto Empirico, Outlines of Pyrrhonism. G. pp. 560. 1933. ISBN 9780674993013
- 274. Ateneo di Naucrati, The Learned Banqueters, vol. V: Books 10.420e-11. G. pp. 528. 2009. ISBN 9780674996328
- 275. Filone di Alessandria, On Flight and Finding. On the Change of Names. On Dreams. G. pp. 640. 1934. ISBN 9780674993037
- 276. Platone, Republic, vol. II. Books 6-10. G. pp. 560. 2013. ISBN 9780674996519
- 277. Silio Italico, Punica, vol. I. Books 1-8. L. pp. 464. 1934. ISBN 9780674993051
- 278. Silio Italico, Punica, vol. II. Books 9-17. L. pp. 512. 1934. ISBN 9780674993068
- 279. Diodoro Siculo, Library of History, vol. I. Books 1-2.34. G. pp. 512. 1933. ISBN 9780674993075
- 280. Vitruvio, On Architecture, vol. II. Books 6-10. L. pp. 448. 1934. ISBN 9780674993099
- 281. Flavio Giuseppe, Jewish Antiquities, vol. III. Books 7-8. G. pp. 464. 1934. ISBN 9780674995765
- 282. A. S. Hunt, Select Papyri, vol. II: Public Documents. G. pp. 656. 1934. ISBN 9780674993129
- 283. Marco Porcio Catone, Marco Terenzio Varrone, On Agriculture.[6] L. pp. 576. 1934. ISBN 9780674993136
- 284. Minor Latin Poets. Minor Latin Poets, vol. I: Publilius Syrus. Elegies on Maecenas. Grattius. Calpurnius Siculus. Laus Pisonis. Einsiedeln Eclogues. Aetna. L. pp. 432. 1934. ISBN 9780674993143
- 285. Aristotele, Athenian Constitution. Eudemian Ethics. Virtues and Vices. G. pp. 512. 1935. ISBN 9780674993150
- 286. Valerio Flacco, Argonautica. L. pp. 480. 1934. ISBN 9780674993167
- 287. Aristotele, Metaphysics, vol. II. Books 10-14. Oeconomica. Magna Moralia. G. pp. 704. 1935. ISBN 9780674993174
- 288. Aristotele, On the Soul. Parva naturalia. On Breath. G. pp. 544. 1957. ISBN 9780674993181
- 289. Filone di Alessandria, On Abraham. On Joseph. On Moses. G. pp. 640. 1935. ISBN 9780674993198
- 290. Procopio di Cesarea, The Anecdota or Secret History. G. pp. 416. 1935. ISBN 9780674993204
- 291. Sesto Empirico, Against Logicians. G. pp. 496. 1935. ISBN 9780674993211
- 292. Celso, On Medicine, vol. I. Books 1-4. L. pp. 512. 1935. ISBN 9780674993228
- 293. Cicerone, The Verrine Orations, vol. II. Against Verres, Part 2, Books 3-5. L. pp. 704. 1935. ISBN 9780674993235
- 294. Fragmentary Republican Latin, vol. I: Ennius, Testimonia. Epic Fragments. L. pp. 475. 2018. ISBN 9780674997011
- 295. Tito Livio, History of Rome, vol. IX. Books 31-34. L. pp. 710. 2017. ISBN 9780674993266
- 296. Sidonio Apollinare, Poems. Letters. Books 1-2. L. pp. 560. 1936. ISBN 9780674993273
- 297. Pausania il Periegeta, Description of Greece, vol. IV. Books 8.22-10 (Arcadia, Boeotia, Phocis and Ozolian Locri). G. pp. 624. 1935. ISBN 9780674993280
- 298. Pausania il Periegeta, Description of Greece, vol. V. Maps, Plans, Illustrations, and General Index. G. pp. 304. 1935. ISBN 9780674993297
- 299. Demostene, Orations, vol. III. Orations 21-26: Against Meidias. Against Androtion. Against Aristocrates. Against Timocrates. Against Aristogeiton 1 and 2. G. pp. 608. 1935. ISBN 9780674993303
- 300. Ammiano Marcellino, History, vol. I. Books 14-19. L. pp. 640. 1950. ISBN 9780674993310
- 301. Tito Livio, History of Rome, vol. X. Books 35-37. L. pp. 400. 2018. ISBN 9780674997158
- 302. Luciano di Samosata, The Passing of Peregrinus. The Runaways. Toxaris or Friendship. The Dance. Lexiphanes. The Eunuch. Astrology. The Mistaken Critic. The Parliament of the Gods. The Tyrannicide. Disowned. G. pp. 544. 1936. ISBN 9780674993334
- 303. Diodoro Siculo, Library of History, vol. II. Books 2.35-4.58. G. pp. 560. 1935. ISBN 9780674993341
- 304. Celso, On Medicine, vol. II. Books 5-6. L. pp. 368. 1938. ISBN 9780674993358
- 305. Plutarco, Moralia, vol. IV. Roman Questions. Greek Questions. Greek and Roman Parallel Stories. On the Fortune of the Romans. On the Fortune or the Virtue of Alexander. Were the Athenians More Famous in War or in Wisdom?. G. pp. 576. 1936. ISBN 9780674993365
- 306. Plutarco, Moralia, vol. V. Isis and Osiris. The E at Delphi. The Oracles at Delphi No Longer Given in Verse. The Obsolescence of Oracles. G. pp. 528. 1936. ISBN 9780674993372
- 307. Aristotele, Minor Works. On Colours. On Things Heard. Physiognomics. On Plants. On Marvellous Things Heard. Mechanical Problems. On Indivisible Lines. The Situations and Names of Winds. On Melissus, Xenophanes, Gorgias. G. pp. 528. 1936. ISBN 9780674993389
- 308. K. J. Maidment (a cura di), Minor Attic Orators, vol. I: Antiphon. Andocides. G. pp. 608. 1941. ISBN 9780674993402
- 309. Cicerone, Pro Sestio. In Vatinium. L. pp. 400. 1958. ISBN 9780674993419
- 310. Seneca, Moral Essays, vol. III. De beneficiis. L. pp. 544. 1935. ISBN 9780674993433
- 311. Sesto Empirico, Against Physicists. Against Ethicists. G. pp. 560. 1936. ISBN 9780674993440
- 312. Tacito, Annals. Books 4-6, 11-12. L. pp. 432. 1937. ISBN 9780674993457
- 313. Tito Livio, History of Rome, vol. XI. Books 38-40. L. pp. 592. 2018. ISBN 9780674997196
- 314. E. H. Warmington (a cura di), Remains of Old Latin, vol. II: Livius Andronicus. Naevius. Pacuvius. Accius. L. pp. 704. 1936. ISBN 9780674993471
- 315. Ammiano Marcellino, History, vol. II. Books 20-26. L. pp. 704. 1940. ISBN 9780674993488
- 316. Aristotele, Problems, vol. I. Books 1-19. G. pp. 624. 2011. ISBN 9780674996557
- 317. Aristotele, Problems, vol. II. Books 20-38. Rhetoric to Alexander. G. pp. 672. 2011. ISBN 9780674996564
- 318. Demostene, Orations, vol. IV. Orations 27-40: Private Cases. G. pp. 544. 1936. ISBN 9780674993518
- 319. Dionigi di Alicarnasso, Roman Antiquities, vol. I. Books 1-2. G. pp. 608. 1937. ISBN 9780674993525
- 320. Filone di Alessandria, On the Decalogue. On the Special Laws, Books 1-3. G. pp. 672. 1937. ISBN 9780674993532
- 321. Plutarco, Moralia, vol. X. Love Stories. That a Philosopher Ought to Converse Especially With Men in Power. To an Uneducated Ruler. Whether an Old Man Should Engage in Public Affairs. Precepts of Statecraft. On Monarchy, Democracy, and Oligarchy. That We Ought Not to Borrow. Lives of the Ten Orators. Summary of a Comparison between Aristophanes and Menander. G. pp. 512. 1936. ISBN 9780674993549
- 322. Tacito, Annals: Books 13-16. L. pp. 432. 1937. ISBN 9780674993556
- 323. Aristotele, Parts of Animals. Movement of Animals. Progression of Animals. G. pp. 560. 1937. ISBN 9780674993570
- 324. Cicerone, In Catilinam 1-4. Pro Murena. Pro Sulla. Pro Flacco. L. pp. 640. 1976. ISBN 9780674993587
- 325. Aristotele, Categories. On Interpretation. Prior Analytics. G. pp. 560. 1938. ISBN 9780674993594
- 326. Flavio Giuseppe, Jewish Antiquities, vol. IV. Books 9-11. G. pp. 544. 1937. ISBN 9780674993600
- 327. Ateneo di Naucrati, The Learned Banqueters, vol. VI. Books 12-13.594b. G. pp. 464. 2010. ISBN 9780674996397
- 328. Plauto, Stichus. Three-Dollar Day. Truculentus. The Tale of a Traveling-Bag. Fragments. L. pp. 510. 2013. ISBN 9780674996816
- 329. E. H. Warmington, Remains of Old Latin, vol. III: Lucilius. The Twelve Tables. L. pp. 592. 1938. ISBN 9780674993631
- 330. Plinio il Vecchio, Natural History, vol. I: Books 1-2. L. pp. 400. 1938. ISBN 9780674993648
- 331. Ammiano Marcellino, History, vol. III. Books 27-31. Excerpta Valesiana. L. pp. 624. 1939. ISBN 9780674993655
- 332. Tito Livio, History of Rome, vol. XII. Books 40-42. L. pp. 544. 1938. ISBN 9780674993662
- 333. Marco Terenzio Varrone, On the Latin Language, vol. I. Books 5-7. L. pp. 432. 1938. ISBN 9780674993679
- 334. Marco Terenzio Varrone, On the Latin Language, vol. II. Books 8-10. Fragments. L. pp. 320. 1938. ISBN 9780674993686
- 335. Ivor Thomas (a cura di), Greek Mathematical Works, vol. I: Thales to Euclid. G. pp. 576. 1939. ISBN 9780674993693
- 336. Celso, On Medicine, vol. III. Books 7-8. L. pp. 368. 1938. ISBN 9780674993709
- 337. Plutarco, Moralia, vol. VI. Can Virtue Be Taught? On Moral Virtue. On the Control of Anger. On Tranquility of Mind. On Brotherly Love. On Affection for Offspring. Whether Vice Be Sufficient to Cause Unhappiness. Whether the Affections of the Soul are Worse Than Those of the Body. Concerning Talkativeness. On Being a Busybody. G. pp. 544. 1939. ISBN 9780674993716
- 338. Aristotele, On the Heavens. G. pp. 416. 1939. ISBN 9780674993723
- 339. Dione Crisostomo, Discourses 12-30. G. pp. 448. 1939. ISBN 9780674993747
- 340. Diodoro Siculo, Library of History, vol. III. Books 4.59-8. G. pp. 448. 1939. ISBN 9780674993754
- 341. Filone di Alessandria, On the Special Laws, Book 4. On the Virtues. On Rewards and Punishments. G. pp. 496. 1939. ISBN 9780674993761
- 342. Cicerone, Brutus. Orator. L. pp. 544. 1939. ISBN 9780674993778
- 343. Procopio di Cesarea, On Buildings. General Index. G. pp. 576. 1940. ISBN 9780674993785
- 344. Nonno di Panopoli, Dionysiaca, vol. I. Books 1-15. G. pp. 576. 1940. ISBN 9780674993792
- 345. Ateneo di Naucrati, The Learned Banqueters, vol. VII. Books 13.594b-14. G. pp. 416. 2011. ISBN 9780674996731
- 346. Demostene, Orations, vol. V. Orations 41-49: Private Cases. G. pp. 432. 1939. ISBN 9780674993815
- 347. Dionigi di Alicarnasso, Roman Antiquities, vol. II. Books 3-4. G. pp. 544. 1939. ISBN 9780674993822
- 348. Cicerone, On the Orator: Books 1-2. L. pp. 512. 1942. ISBN 9780674993839
- 349. Cicerone, On the Orator: Book 3. On Fate. Stoic Paradoxes. Divisions of Oratory. L. pp. 448. 1942. ISBN 9780674993846
- 350. Manetone, History of Egypt and Other Works. G. pp. 288. 1940. ISBN 9780674993853
- 351. Demostene, Orations, vol. VI. Orations 50-59: Private Cases. In Neaeram. G. pp. 464. 1939. ISBN 9780674993860
- 352. Plinio il Vecchio, Natural History, vol. II: Books 3-7. L. pp. 672. 1942. ISBN 9780674993884
- 353. Plinio il Vecchio, Natural History, vol. III: Books 8-11. L. pp. 624. 1940. ISBN 9780674993891
- 354. Nonno di Panopoli, Dionysiaca, vol. II. Books 16-35. G. pp. 560. 1940. ISBN 9780674993914
- 355. Tito Livio, History of Rome, vol. VI. Books 23-25. L. pp. 544. 1940. ISBN 9780674993921
- 356. Nonno di Panopoli, Dionysiaca, vol. III. Books 36-48. G. pp. 528. 1940. ISBN 9780674993938
- 357. Dionigi di Alicarnasso, Roman Antiquities, vol. III. Books 5-6.48. G. pp. 400. 1940. ISBN 9780674993945
- 358. Dione Crisostomo, Discourses 31-36. G. pp. 496. 1940. ISBN 9780674993952
- 359. E. H. Warmington (a cura di), Remains of Old Latin, vol. IV: Archaic Inscriptions. L. pp. 544. 1940. ISBN 9780674993969
- 360. Denys L. Page (a cura di), Select Papyri, vol. III: Poetry. G. pp. 640. 1941. ISBN 9780674993976
- 361. Columella, On Agriculture, vol. I. Books 1-4. L. pp. 496. 1941. ISBN 9780674993983
- 362. Ivor Thomas (a cura di), Greek Mathematical Works, vol. II: Aristarchus to Pappus. G. pp. 704. 1941. ISBN 9780674993990
- 363. Filone di Alessandria, Every Good Man is Free. On the Contemplative Life. On the Eternity of the World. Against Flaccus. Apology for the Jews. On Providence. G. pp. 560. 1941. ISBN 9780674994003
- 364. Dionigi di Alicarnasso, Roman Antiquities, vol. IV. Books 6.49-7. G. pp. 400. 1943. ISBN 9780674994010
- 365. Flavio Giuseppe, Jewish Antiquities, vol. V. Books 12-13. G. pp. 528. 1943. ISBN 9780674995772
- 366. Aristotele, Generation of Animals. G. pp. 688. 1942. ISBN 9780674994034
- 367. Tito Livio, History of Rome, vol. VII. Books 26-27. L. pp. 464. 1943. ISBN 9780674994041
- 368. Curzio Rufo, History of Alexander, vol. I. Books 1-5. L. pp. 464. 1946. ISBN 9780674994058
- 369. Curzio Rufo, History of Alexander, vol. II. Books 6-10. L. pp. 640. 1946. ISBN 9780674994072
- 370. Plinio il Vecchio, Natural History, vol. IV: Books 12-16. L. pp. 576. 1945. ISBN 9780674994089
- 371. Plinio il Vecchio, Natural History, vol. V: Books 17-19. L. pp. 560. 1950. ISBN 9780674994096
- 372. Dionigi di Alicarnasso, Roman Antiquities, vol. V: Books 8-9.24. G. pp. 384. 1945. ISBN 9780674994102
- 373. Isocrate, Evagoras. Helen. Busiris. Plataicus. Concerning the Team of Horses. Trapeziticus. Against Callimachus, Aegineticus. Against Lochites. Against Euthynus. Letters. G. pp. 544. 1945. ISBN 9780674994119
- 374. Demostene, Orations, vol. VII. Orations 60-61: Funeral Speech. Erotic Essay. Exordia. Letters. G. pp. 400. 1949. ISBN 9780674994126
- 375. Diodoro Siculo, Library of History, vol. IV. Books 9-12.40. G. pp. 480. 1946. ISBN 9780674994133
- 376. Dione Crisostomo, Discourses 37-60. G. pp. 480. 1946. ISBN 9780674994140
- 377. Diodoro Siculo, Library of History, vol. IX. Books 18-19.65. G. pp. 432. 1947. ISBN 9780674994157
- 378. Dionigi di Alicarnasso, Roman Antiquities, vol. VI. Books 9.25-10. G. pp. 384. 1947. ISBN 9780674994164
- 379. Filone di Alessandria, On the Embassy to Gaius. General Indexes. G. pp. 560. 1962. ISBN 9780674994171
- 380. Filone di Alessandria, Questions on Genesis. G. pp. 576. 1953. ISBN 9780674994188
- 381. Tito Livio, History of Rome, vol. VIII. Books 28-30. L. pp. 592. 1949. ISBN 9780674994195
- 382. Sesto Empirico, Against Professors. G. pp. 416. 1949. ISBN 9780674994201
- 383. Alcifrone, Eliano, Filostrato, The Letters.[7] G. pp. 608. 1949. ISBN 9780674994218
- 384. Diodoro Siculo, Library of History, vol. V. Books 12.41-13. G. pp. 464. 1950. ISBN 9780674994225
- 385. Dione Crisostomo, Discourses 61-80. Fragments. Letters. G. pp. 512. 1951. ISBN 9780674994249
- 386. Cicerone, On Invention. The Best Kind of Orator. Topics. L. pp. 496. 1949. ISBN 9780674994256
- 387. Prudenzio, Preface. Daily Round. Divinity of Christ. Origin of Sin. Fight for Mansoul. Against Symmachus 1. L. pp. 432. 1949. ISBN 9780674994263
- 388. Dionigi di Alicarnasso, Roman Antiquities, vol. VII. Books 11-20. G. pp. 496. 1950. ISBN 9780674994270
- 389. Diodoro Siculo, Library of History, vol. VII. Books 15.20-16.65. G. pp. 448. 1952. ISBN 9780674994287
- 390. Diodoro Siculo, Library of History, vol. X. Books 19.66-20. G. pp. 480. 1954. ISBN 9780674994294
- 391. Aristotele, Posterior Analytics. Topica. G. pp. 768. 1960. ISBN 9780674994300
- 392. Plinio il Vecchio, Natural History, vol. VI: Books 20-23. L. pp. 560. 1951. ISBN 9780674994317
- 393. Plinio il Vecchio, Natural History, vol. VII: Books 24-27. L. pp. 576. 1956. ISBN 9780674994324
- 394. Plinio il Vecchio, Natural History, vol. IX: Books 33-35. L. pp. 432. 1952. ISBN 9780674994331
- 395. J. O. Burtt (a cura di), Minor Attic Orators, vol. II: Lycurgus. Dinarchus. Demades. Hyperides. G. pp. 640. 1954. ISBN 9780674994348
- 396. Tito Livio, History of Rome, vol. XIII. Books 43-45. L. pp. 448. 1951. ISBN 9780674994355
- 397. Aristotele, Meteorologica. G. pp. 480. 1952. ISBN 9780674994362
- 398. Prudenzio, Against Symmachus 2. Crowns of Martyrdom. Scenes from History. Epilogue. L. pp. 400. 1953. ISBN 9780674994386
- 399. Diodoro Siculo, Library of History, vol. VI. Books 14-15.19. G. pp. 400. 1954. ISBN 9780674994393
- 400. Aristotele, On Sophistical Refutations. On Coming-to-be and Passing Away. On the Cosmos. G. pp. 448. 1955. ISBN 9780674994416
- 401. Filone di Alessandria, Questions on Exodus. G. pp. 320. 1953. ISBN 9780674994423
- 402. Giulio Cesare, Alexandrian War. African War. Spanish War. L. pp. 464. 1955. ISBN 9780674994430
- 403. Cicerone, Rhetorica ad Herennium. L. pp. 496. 1954. ISBN 9780674994447
- 404. Tito Livio, History of Rome, vol. XIV. Summaries. Fragments. General Index. Giulio Ossequente, A Book of Prodigies after the 505th Year of Rome. L. pp. 592. 1959. ISBN 9780674994454
- 405. Plutarco, Moralia, vol. VII. On Love of Wealth. On Compliancy. On Envy and Hate. On Praising Oneself Inoffensively. On the Delays of the Divine Vengeance. On Fate. On the Sign of Socrates. On Exile. Consolation to His Wife. G. pp. 640. 1959. ISBN 9780674994461
- 406. Plutarco, Moralia, vol. XII. Concerning the Face Which Appears in the Orb of the Moon. On the Principle of Cold. Whether Fire or Water Is More Useful. Whether Land or Sea Animals Are Cleverer. Beasts Are Rational. On the Eating of Flesh. G. pp. 608. 1957. ISBN 9780674994478
- 407. Columella, On Agriculture, vol. II. Books 5-9. L. pp. 528. 1954. ISBN 9780674994485
- 408. Columella, On Agriculture, vol. III. Books 10-12. On Trees. L. pp. 448. 1955. ISBN 9780674994492
- 409. Diodoro Siculo, Library of History, vol. XI. Fragments of Books 21-32. G. pp. 496. 1957. ISBN 9780674994508
- 410. Flavio Giuseppe, Jewish Antiquities, vol. VII. Books 16-17. G. pp. 400. 1963. ISBN 9780674995789
- 411. Agostino d'Ippona, City of God, vol. I. Books 1-3. L. pp. 496. 1957. ISBN 9780674994522
- 412. Agostino d'Ippona, City of God, vol. II. Books 4-7. L. pp. 544. 1963. ISBN 9780674994539
- 413. Agostino d'Ippona, City of God, vol. III. Books 8-11. L. pp. 592. 1968. ISBN 9780674994553
- 414. Agostino d'Ippona, City of God, vol. IV. Books 12-15. L. pp. 592. 1966. ISBN 9780674994560
- 415. Agostino d'Ippona, City of God, vol. V. Books 16-18. 35. L. pp. 528. 1965. ISBN 9780674994577
- 416. Agostino d'Ippona, City of God, vol. VI. Books 18. 36-20. L. pp. 464. 1960. ISBN 9780674994584
- 417. Agostino d'Ippona, City of God, vol. VII. Books 21-22. L. pp. 480. 1972. ISBN 9780674994591
- 418. Plinio il Vecchio, Natural History, vol. VIII: Books 28-32. L. pp. 608. 1963. ISBN 9780674994607
- 419. Plinio il Vecchio, Natural History, vol. X: Books 36-37. L. pp. 368. 1962. ISBN 9780674994614
- 420. Sidonio Apollinare, Letters. Books 3-9. L. pp. 672. 1965. ISBN 9780674994621
- 421. Callimaco, Aetia, Iambi, Hecale and Other Fragments. Museo Grammatico, Hero and Leander. G. pp. 448. 1973. ISBN 9780674994638
- 422. Diodoro Siculo, Library of History, vol. VIII. Books 16.66-17. G. pp. 496. 1963. ISBN 9780674994645
- 423. Diodoro Siculo, Library of History, vol. XII. Fragments of Books 33-40. G. pp. 688. 1967. ISBN 9780674994652
- 424. Plutarco, Moralia, vol. VIII. Table-talk, Books 1-6. G. pp. 544. 1969. ISBN 9780674994669
- 425. Plutarco, Moralia, vol. IX. Table-Talk, Books 7-9. Dialogue on Love. G. pp. 464. 1961. ISBN 9780674994676
- 426. Plutarco, Moralia, vol. XI. On the Malice of Herodotus, Causes of Natural Phenomena. G. pp. 256. 1965. ISBN 9780674994690
- 427. Plutarco, Moralia, vol. XIII: Part 1. Platonic Essays. G. pp. 400. 1976. ISBN 9780674994706
- 428. Plutarco, Moralia, vol. XIV. That Epicurus Actually Makes a Pleasant Life Impossible. Reply to Colotes in Defence of the Other Philosophers. Is "Live Unknown" a Wise Precept? On Music. G. pp. 480. 1967. ISBN 9780674994720
- 429. Plutarco, Moralia, vol. XV. Fragments. G. pp. 448. 1969. ISBN 9780674994737
- 430. Luciano di Samosata, How to Write History. The Dipsads. Saturnalia. Herodotus or Aetion. Zeuxis or Antiochus. A Slip of the Tongue in Greeting. Apology for the "Salaried Posts in Great Houses". Harmonides. A Conversation with Hesiod. The Scythian or The Consul. Hermotimus or Concerning the Sects. To One Who Said "You're a Prometheus in Words." The Ship or The Wishes. G. pp. 512. 1959. ISBN 9780674994744
- 431. Luciano di Samosata, Dialogues of the Dead. Dialogues of the Sea-Gods. Dialogues of the Gods. Dialogues of the Courtesans. G. pp. 496. 1961. ISBN 9780674994751
- 432. Luciano di Samosata, Soloecista. Lucius or The Ass. Amores. Halcyon. Demosthenes. Podagra. Ocypus. Cyniscus. Philopatris. Charidemus. Nero. G. pp. 544. 1967. ISBN 9780674994768
- 433. Flavio Giuseppe, Jewish Antiquities, vol. VIII. Books 18-19. G. pp. 448. 1965. ISBN 9780674994775
- 434. Minor Latin Poets, vol. II: Florus, Hadrian. Nemesianus. Reposianus. Tiberianus. Dicta Catonis. Phoenix. Avianus. Rutilius Namatianus. Others. L. pp. 432. 1934. ISBN 9780674994782
- 435. Claudio Tolomeo, Tetrabiblos. G. pp. 496. 1940. ISBN 9780674994799
- 436. Babrio, Fedro, Fables.[8] L. pp. 736. 1965. ISBN 9780674994805
- 437. Aristotele, History of Animals, vol. I. Books 1-3. G. pp. 352. 1965. ISBN 9780674994812
- 438. Aristotele, History of Animals, vol. II. Books 4-6. G. pp. 432. 1970. ISBN 9780674994829
- 439. Aristotele, History of Animals, vol. III. Books 7-10. G. pp. 624. 1991. ISBN 9780674994836
- 440. Plotino, Ennead, vol. I: Porphyry's Life of Plotin, Ennead I. G. pp. 368. 1969. ISBN 9780674994843
- 441. Plotino, Ennead, vol. II. G. pp. 304. 1966. ISBN 9780674994867
- 442. Plotino, Ennead, vol. III. G. pp. 432. 1967. ISBN 9780674994874
- 443. Plotino, Ennead, vol. IV. G. pp. 464. 1984. ISBN 9780674994881
- 444. Plotino, Ennead, vol. V. G. pp. 336. 1984. ISBN 9780674994898
- 445. Plotino, Ennead, vol. VI: 1-5. G. pp. 384. 1988. ISBN 9780674994904
- 446. Claudio Eliano, On Animals, vol. I. Books 1-5. G. pp. 400. 1958. ISBN 9780674994911
- 447. Cicerone, Pro Caelio. De provinciis consularibus. Pro Balbo. L. pp. 416. 1958. ISBN 9780674994928
- 448. Claudio Eliano, On Animals, vol. II. Books 6-11. G. pp. 432. 1959. ISBN 9780674994935
- 449. Claudio Eliano, On Animals, vol. III. Books 12-17. G. pp. 464. 1959. ISBN 9780674994942
- 450. Seneca, Natural Questions, vol. I. Books 1-3. L. pp. 336. 1971. ISBN 9780674994959
- 451. Libanio, Selected Orations, vol. I. Julianic Orations. G. pp. 592. 1969. ISBN 9780674994966
- 452. Libanio, Selected Orations, vol. II. Orations 2, 19-23, 30, 33, 45, 47-50. G. pp. 560. 1977. ISBN 9780674994973
- 453. Apuleio, Metamorphoses (The Golden Ass), vol. II. Books 7-11. L. pp. 320. 1989. ISBN 9780674994980
- 454. Erodiano, History of the Empire, vol. I. Books 1-4. G. pp. 576. 1969. ISBN 9780674995000
- 455. Erodiano, History of the Empire, vol. II. Books 5-8. G. pp. 336. 1970. ISBN 9780674995017
- 456. Flavio Giuseppe, Jewish Antiquities, vol. IX. Book 20. G. pp. 400. 1965. ISBN 9780674995024
- 457. Seneca, Natural Questions, vol. II. Books 4-7. L. pp. 320. 1972. ISBN 9780674995031
- 458. Lucio Flavio Filostrato, Apollonius of Tyana, vol. III. Letters of Apollonius. Ancient Testimonia. Eusebius's Reply to Hierocles. G. pp. 272. 2006. ISBN 9780674996175
- 459. Menandro, Heros. Theophoroumene. Karchedonios. Kitharistes. Kolax. Koneiazomenai. Leukadia. Misoumenos. Perikeiromene. Perinthia. G. pp. 528. 1997. ISBN 9780674995062
- 460. Menandro, Samia. Sikyonioi. Synaristosai. Phasma. Unidentified Fragments. G. pp. 656. 2000. ISBN 9780674995840
- 461. David A. Campbell (a cura di), Greek Lyric, vol. IV: Bacchylides, Corinna, and Others. G. pp. 432. 1992. ISBN 9780674995086
- 462. Cicerone, Letters to Quintus and Brutus. Letter Fragments. Letter to Octavian. Invectives. Handbook of Electioneering. L. pp. 496. 2002. ISBN 9780674995994
- 463. Seneca il Vecchio, Declamations, vol. I: Controversiae, Books 1-6. L. pp. 560. 1974. ISBN 9780674995109
- 464. Seneca il Vecchio, Declamations, vol. II: Controversiae, Books 7-10. Suasoriae. Fragments. L. pp. 656. 1974. ISBN 9780674995116
- 465. Dionigi di Alicarnasso, Critical Essays, vol. I. Ancient Orators. Lysias. Isocrates. Isaeus. Demosthenes. Thucydides. G. pp. 688. 1974. ISBN 9780674995123
- 466. Dionigi di Alicarnasso, Critical Essays, vol. II. On Literary Composition. Dinarchus. Letters to Ammaeus and Pompeius. G. pp. 464. 1985. ISBN 9780674995130
- 467. Cornelio Nepote, On Great Generals. On Historians. L. pp. 368. 1929. ISBN 9780674995147
- 468. Plotino, Ennead, vol. VI: 6-9. G. pp. 352. 1988. ISBN 9780674995154
- 469. Marco Manilio, Astronomica. L. pp. 528. 1977. ISBN 9780674995161
- 470. Plutarco, Moralia, vol. XIII: Part 2. Stoic Essays. G. pp. 544. 1976. ISBN 9780674995178
- 471. Teofrasto, De Causis Plantarum, vol. I: Books 1-2. G. pp. 432. 1976. ISBN 9780674995192
- 472. Ippocrate, Affections. Diseases 1. Diseases 2. G. pp. 320. 1988. ISBN 9780674995208
- 473. Ippocrate, Diseases 3. Internal Affections. Regimen in Acute Diseases. G. pp. 352. 1988. ISBN 9780674995222
- 474. Teofrasto, De Causis Plantarum, vol. II: Books 3-4. G. pp. 320. 1990. ISBN 9780674995239
- 475. Teofrasto, De Causis Plantarum, vol. III: Books 5-6. G. pp. 416. 1990. ISBN 9780674995246
- 476. David A. Campbell (a cura di), Greek Lyric, vol. III: Stesichorus, Ibycus, Simonides, and Others. G. pp. 672. 1991. ISBN 9780674995253
- 477. Ippocrate, Epidemics 2, 4-7. G. pp. 416. 1994. ISBN 9780674995260
- 478. Libanio, Autobiography and Selected Letters, vol. I. Autobiography. Letters 1-50. G. pp. 544. 1992. ISBN 9780674995277
- 479. Libanio, Autobiography and Selected Letters, vol. II. Letters 51-193. G. pp. 496. 1992. ISBN 9780674995284
- 480. Marziale, Epigrams, vol. III. Books 11-14. L. pp. 416. 1993. ISBN 9780674995291
- 481. Caritone, Callirhoe. G. pp. 448. 1995. ISBN 9780674995307
- 482. Ippocrate, Places in Man. Glands. Fleshes. Prorrhetic 1-2. Physician. Use of Liquids. Ulcers. Haemorrhoids and Fistulas. G. pp. 432. 1995. ISBN 9780674995314
- 483. Sofocle, Fragments. G. pp. 448. 1996. ISBN 9780674995321
- 484. Euripide, Children of Heracles. Hippolytus. Andromache. Hecuba. G. pp. 528. 1995. ISBN 9780674995338
- 485. Pindaro, Nemean Odes. Isthmian Odes. Fragments. G. pp. 480. 1997. ISBN 9780674995345
- 486. Claudio Eliano, Historical Miscellany. G. pp. 528. 1997. ISBN 9780674995352
- 487. Flavio Giuseppe, The Jewish War, vol. II. Books 3-4. G. pp. 368. 1927. ISBN 9780674995369
- 488. Aristofane, Clouds. Wasps. Peace. G. pp. 624. 1998. ISBN 9780674995376
- 489. Flavio Giuseppe, Jewish Antiquities, vol. VI. Books 14-15. G. pp. 496. 1943. ISBN 9780674995383
- 490. Flavio Giuseppe, Jewish Antiquities, vol. II. Books 4-6. G. pp. 544. 1930. ISBN 9780674995390
- 491. Cicerone, Letters to Atticus, vol. IV. L. pp. 464. 1999. ISBN 9780674995406
- 492. Valerio Massimo, Memorable Doings and Sayings, vol. I. Books 1-5. L. pp. 560. 2000. ISBN 9780674995413
- 493. Valerio Massimo, Memorable Doings and Sayings, vol. II. Books 6-9. L. pp. 480. 2000. ISBN 9780674995420
- 494. Quintiliano, The Orator's Education, vol. V: Books 11-12. L. pp. 448. 2002. ISBN 9780674995956
- 495. Euripide, Bacchae. Iphigenia at Aulis. Rhesus. G. pp. 464. 2003. ISBN 9780674996014
- 496. Martin L. West (a cura di), Homeric Hymns. Homeric Apocrypha. Lives of Homer. G. pp. 480. 2003. ISBN 9780674996069
- 497. Martin L. West (a cura di), Greek Epic Fragments. From the Seventh to the Fifth Centuries BC. G. pp. 336. 2003. ISBN 9780674996052
- 498. Publio Papinio Stazio, Thebaid, vol. II: Thebaid. Books 8-12. Achilleid. L. pp. 448. 2004. ISBN 9780674012097
- 499. Plutarco, Moralia, vol. XVI. Index. G. pp. 640. 2004. ISBN 9780674996113
- 500. Quintiliano, The Lesser Declamations, vol. I. L. pp. 480. 2006. ISBN 9780674996182
- 501. Quintiliano, The Lesser Declamations, vol. II. L. pp. 464. 2006. ISBN 9780674996199
- 502. Aristofane, Fragments. G. pp. 576. 2008. ISBN 9780674996151
- 503. Esiodo, The Shield. Catalogue of Women. Other Fragments. G. pp. 448. 2018. ISBN 9780674997219
- 504. Euripide, Fragments. Aegeus-Meleager. G. pp. 688. 2008. ISBN 9780674996250
- 505. Eschilo, Fragments. G. pp. 384. 2009. ISBN 9780674996298
- 506. Euripide, Fragments. Oedipus-Chrysippus. Other Fragments. G. pp. 736. 2009. ISBN 9780674996311
- 507. Cicerone, Philippics 7-14. L. pp. 384. 2010. ISBN 9780674996359
- 508. J. L. Lightfoot (a cura di), Hellenistic Collection. Philitas. Alexander of Aetolia. Hermesianax. Euphorion. Parthenius. G. pp. 688. 2010. ISBN 9780674996366
- 509. Ippocrate, Coan Prenotions. Anatomical and Minor Clinical Writings. G. pp. 416. 2010. ISBN 9780674996403
- 510. Macrobio, Saturnalia, vol. I. Books 1-2. L. pp. 464. 2011. ISBN 9780674996496
- 511. Macrobio, Saturnalia, vol. II. Books 3-5. L. pp. 496. 2011. ISBN 9780674996717
- 512. Macrobio, Saturnalia, vol. III. Books 6-7. L. pp. 464. 2011. ISBN 9780674996724
- 513. Ian C. Storey (a cura di), Fragments of Old Comedy, vol. I: Alcaeus to Diocles. G. pp. 496. 2011. ISBN 9780674996625
- 514. Ian C. Storey (a cura di), Fragments of Old Comedy, vol. II: Diopeithes to Pherecrates. G. pp. 544. 2011. ISBN 9780674996632
- 515. Ian C. Storey (a cura di), Fragments of Old Comedy, vol. III: Philonicus to Xenophon, Adespota. G. pp. 480. 2011. ISBN 9780674996779
- 516. Galeno, Method of Medicine, vol. I. Books 1-4. G. pp. 624. 2011. ISBN 9780674996526
- 517. Galeno, Method of Medicine, vol. II. Books 5-9. G. pp. 576. 2011. ISBN 9780674996793
- 518. Galeno, Method of Medicine, vol. III. Books 10-14. G. pp. 592. 2011. ISBN 9780674996809
- 519. Ateneo di Naucrati, The Learned Banqueters, vol. VIII. Book 15. General Indexes. G. pp. 400. 2012. ISBN 9780674996762
- 520. Ippocrate, Generation. Nature of the Child. Diseases 4. Nature of Women and Barrenness. G. pp. 464. 2012. ISBN 9780674996830
- 521. Lucio Flavio Filostrato, Heroicus. Gymnasticus. Discourses 1 and 2. G, pp. 506. 2014. ISBN 9780674996748
- 522. Sallustio, Fragments of the Histories. Letters to Caesar. L, pp. 655. 2015 ISBN 9780674996861
- 523. Galeno, On the Structure of the Art of Medicine. The Art of Medicine. On the Practice of Medicine to Glaucon. G. pp. 400. 2016 ISBN 9780674997004
- 524. André Laks e Glenn W. Most (a cura di), Early Greek Philosophy, vol. I. Introductory and Reference Materials. G. pp. 258. 2016 ISBN 9780674996540
- 525. André Laks e Glenn W. Most (a cura di), Early Greek Philosophy, vol. II. Beginnings and Early Ionian Thinkers, Part 1. G. pp. 400. 2016 ISBN 9780674996892
- 526. André Laks e Glenn W. Most (a cura di), Early Greek Philosophy, vol. III. Early Ionian Thinkers, Part 2. G. pp. 352. 2016 ISBN 9780674996915
- 527. André Laks e Glenn W. Most (a cura di), Early Greek Philosophy, vol. IV. Western Greek Thinkers, Part 1. G. pp. 464. 2016 ISBN 9780674996922
- 528. André Laks e Glenn W. Most (a cura di), Early Greek Philosophy, vol. V. Western Greek Thinkers, Part 2. G. pp. 816. 2016 ISBN 9780674997066
- 529. André Laks e Glenn W. Most (a cura di), Early Greek Philosophy, vol. VI. Later Ionian and Athenian Thinkers, Part 1. G. pp. 448. 2016 ISBN 9780674997073
- 530. André Laks e Glenn W. Most (a cura di), Early Greek Philosophy, vol. VII. Later Ionian and Athenian Thinkers, Part 2. G. pp. 512. 2016 ISBN 9780674997080
- 531. André Laks e Glenn W. Most (a cura di), Early Greek Philosophy, vol. VIII. Sophists, Part 1. G. pp. 576. 2016 ISBN 9780674997097
- 532. André Laks e Glenn W. Most (a cura di), Early Greek Philosophy, vol. IX. Sophists, Part 2. G. pp. 370. 2016 ISBN 9780674997103
- 533. Elio Aristide, Orations, vol. I. G. pp. 708. 2017 ISBN 9780674996465
- 534. Apuleio, Apologia. Florida. De deo Socratis. L. pp. 452. 2017. ISBN 9780674997110
- 535. Galeno, Hygiene, vol. I. Books 1-4. G. pp. 515. 2018 ISBN 9780674997127
- 536. Galeno, Hygiene, vol. II. Books 5–6. Thrasybulus. On Exercise with a Small Ball. G. pp. 401. 2018 ISBN 9780674997134
- 537. Fragmentary Republican Latin, vol. II. Ennius, Dramatic Fragments. Minor Works. L. pp. 450. 2018. ISBN 9780674997141
- 538. Ippocrate, Diseases of Women 1-2. G. pp. 528. 2018. ISBN 9780674996571
- 539. Menandro Retore. Dionigi di Alicarnasso, Ars Rhetorica. G. pp. 480. 2019. ISBN 9780674997226
- 540. Fragmentary Republican Latin, vol. III. Oratory, Part 1. L. pp. 592. 2019. ISBN 9780674997233
- 541. Fragmentary Republican Latin, vol. IV. Oratory, Part 2. L. pp. 496. 2019. ISBN 9780674997240
- 542. Fragmentary Republican Latin, vol. V. Oratory, Part 3. L. pp. 480. 2019. ISBN 9780674997257
- 543. Appiano di Alessandria, Roman History, vol. V. Civil Wars, Books 3-4. G. 2020. pp. 448. ISBN 9780674997301
- 544. Appiano di Alessandria, Roman History, vol. VI. Civil Wars, Book 5. Fragments. G. pp. 352. 2020. ISBN 9780674997318
- 545. Publio Elio Aristide, Orations, vol. II. G. pp. 400. 2021. ISBN 9780674997363
- 546. Galeno, On Temperaments. On Non-Uniform Distemperment. The Soul's Traits Depend on Bodily Temperament. G. pp. 400. 2020. ISBN 9780674997387
- 547. Quintiliano, The Major Declamations, vol. I. L. pp. 400. 2021. ISBN 9780674997400
- 548. Quintiliano, The Major Declamations, vol. II. L. pp. 400. 2021. ISBN 9780674997417
- 549. Quintiliano, The Major Declamations, vol. III. L. pp. 400. 2021. ISBN 9780674997424
- 550. Callimaco, Miscellaneous Epics and Elegies. Other Fragments. Testimonia. G. pp. 432. 2022. ISBN 9780674997493
- 551. Marco Porcio Catone, Testimonia. Origines. L. pp. 275. 2023. ISBN 9780674997523
- 552. Marco Porcio Catone, Orations. Other fragments. L. pp. 485. 2023. ISBN 9780674997554
- 553. Massimo di Tiro, Philosophical Orations, vol. I. G. pp. 544. 2023. ISBN 9780674997561
- 554. Massimo di Tiro, Philosophical Orations, vol. II. G. pp. 424. 2023. ISBN 9780674997578
- 555. Aezio, Placita. G. pp. 529. 2023. ISBN 9780674997592
- 556. Cicerone, Fragmentary speeches. L. pp. 432. 2024. ISBN 9780674997622
- 557. Giustino, Epitome of Pompeius Trogus, vol. I. Books 1-20. L. pp. 480. 2024. ISBN 9780674997608
- 558. Giustino, Epitome of Pompeius Trogus, vol. II. Books 21-44. L. pp. 397. 2024. ISBN 9780674997615